# Dəyirmanlı
Dəyirmanlı è un comune dell'Azerbaigian situato nel distretto di Kürdəmir.